# Crematogaster sisa
Crematogaster sisa (лат.) — вид муравьёв рода Crematogaster из подсемейства Myrmicinae. Эндемики Мадагаскара.

## Распространение
Северный Мадагаскар. Обнаружены только в двух местах в горном лесном массиве в заповеднике Манонгариво (регион Диана), высота 1580 м (координаты 14.02167, 48.41833).

## Описание
Мелкие муравьи (рабочие имеют длину около 4 мм, матки крупнее). Обладает коричневой окраской тела. Проподеальные шипики на заднегрудке хорошо развиты. Жевательный край мандибул с пятью зубчиками. Боковые углы округлые, задний край прямой или слегка вдавленный. Усики 10-члениковые у рабочих и самок (12 у самцов). Скапус усика превышает затылочный край головы. Промезонотальный шов полный.
Основные промеры рабочих муравьёв: ширина головы 0,89—1,14; длина головы 0,81—1,08; головной индекс 105—117; длина скапуса 0,73—0,84; индекс скапуса 78—90. Стебелёк между грудкой и брюшком состоит из двух члеников: петиолюса и постпетиолюса (последний чётко отделён от брюшка), жало развито, куколки голые (без кокона). Субпетиолярный выступ развит в виде острого длинного зубца. Характерна возможность откидывать брюшко на спину при распылении отпугивающих веществ.
Таксон был впервые описан как вид в 2010 году американским мирмекологом Бонни Блеймер (англ. Bonnie B. Blaimer), которая работает в Калифорнийском университете в Дейвисе, (Department of Entomology, University of California-Davis, Калифорния, США). Вид входит в состав подрода Crematogaster (Decacrema) (группа Crematogaster hova).

## Этимология
Видовое название C. sisa происходит от местного малаг. sisa, означающего остаток, пережиток или след, и как бы символизирует его изолированное от близких видов распространение.